# Stephan Fürstner
Stephan Fürstner est un footballeur allemand né le 11 septembre 1987 à Munich. Il évolue au poste de milieu de terrain au FSV Mayence II. 
Il a joué son premier match de championnat avec l'équipe première du Bayern lors de la saison 2006-2007.

## Carrière
- 2005-2009 :  Bayern de Munich
- 2009-2015 :  SpVgg Greuther Fürth[1],[2]
- 2015-2018 :  1.FC Union Berlin
- 2018-actuel :  Eintracht Brunswick

## Palmarès
- SpVgg Greuther Fürth
  - Champion de 2.Bundesliga en 2012.